# Luigi Pintor

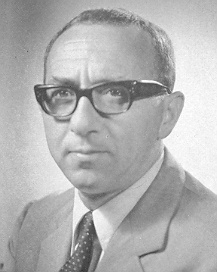
Luigi Pintor

Luigi Pintor (* 18. September 1925 in Rom; † 17. Mai 2003 ebenda) war ein italienischer Journalist, Schriftsteller und Politiker, bekannt vor allem als Mitbegründer der unabhängigen linken Tageszeitung Il Manifesto.

## Leben
Luigi Pintor wurde zwar in Rom geboren, seine Eltern Giuseppe und Adelaide Dore stammten jedoch aus Sardinien, wo auch Luigi aufwuchs. In seiner Autobiographie Servabo schildert Pintor seine Kindheit in Cagliari, der Hauptstadt Sardiniens als sorglose Zeit, die er mehr mit Fußballspielen oder (in den Ferien) Baden am Strand verbrachte, als sich mit der Schule zu beschäftigen. Als Italien im Juni 1940 in den Zweiten Weltkrieg eintrat, änderte sich dies allerdings schlagartig: Luigis Vater war der Meinung, dass seine Frau und Kinder bei Verwandten in Rom sicherer wären als auf der Insel Sardinien, und so schiffte sich Luigi, der gerade laut seiner Autobiographie „wie durch ein Wunder“ die Mittlere Reife bestanden hatte, mit seiner Mutter und seinem älteren Bruder Giaime (auch: Jaime, * 1919) nach dem Festland ein.
Kaum waren sie in Rom bei Verwandten untergekommen, starb Luigis Vater; der 15-jährige litt darunter sehr und begann „mit einer Hingabe, als sei eine Schuld zu begleichen“, seinen Gymnasialabschluss als Vorbereitung auf die Universität nachzumachen sowie mit eiserner Disziplin das Klavierspielen zu üben, obwohl er sich nie für eine Begabung gehalten hatte.
Während der Besatzung Roms durch die deutsche Armee (8. September 1943 bis 4. Juli 1944) musste Luigi Pintor sich der Zwangsrekrutierung zeitweise durch Flucht in das Hinterland entziehen, kehrte dann aber nach Rom zurück und beteiligte sich an einigen kleineren Widerstandsaktionen. Sein Bruder Gaimie sah es trotz seiner vorwiegend schriftstellerischen Begabung als seine Pflicht an, sich der Resistenza anzuschließen.
Am 1. Dezember 1943 fiel Giaime bei einer seiner ersten militärischen Aktionen nahe dem Dorf Castelnuovo al Volturno (Provinz Molise). Luigi und einem Onkel gelang es, den Leichnam zu bergen; die Überführung zum Friedhof von Castelnuovo wurde unter Beteiligung der Dorfbewohner zu einem Trauerzug und Gaimie galt bald als einer der bekanntesten Helden der Resistenza, auch weil sein Abschiedsbrief an Luigi mit vielen programmatischen Passagen bald als Flugblatt veröffentlicht wurde.
Luigi Pintor beteiligte sich unter dem ihn tief prägenden Eindruck des Todes seines Bruders weiter an kleineren Widerstandsaktionen in Rom, deren Höhepunkt ein (ihm später selbst unerklärlicher) Anschlag auf zwei deutsche Soldaten bildete. Kurz vor Kriegsende im Mai 1945 wurde Pintor von einer mit den deutschen Besatzern zusammenarbeitenden italienischen Gruppe von Freischärlern gefangen und überlebte nur, weil kurz vor seiner bereits angekündigten Hinrichtung amerikanische Truppen die Stadt beschossen und Rom befreit wurde.
Der zwanzigjährige Pintor fand sich, wie er später schrieb, im Frieden fast orientierungslos wieder: Seine ganze Jugend hatte der Krieg gedauert und er hatte Vater und Bruder verloren. Er heiratete eine Freundin aus der Widerstandsbewegung, die bald kommenden Kinder stellten das junge Paar jedoch vor schwere Probleme und beide schlugen sich nur mühsam mit Gelegenheitsarbeiten durch.
Pintor wurde Journalist bei der kommunistischen Tageszeitung L’Unità, zugleich Zentralorgan der Kommunistischen Partei Italiens (PCI). Die Erstarrung des Denkens, die sich ebenso wie eine Hierarchisierung zugunsten der erfahrenen und angesehenen Parteimitglieder schon bald auch in der PCI breitmachte, weckte jedoch Pintors Misstrauen. Darüber hinaus stellte er bei journalistischen Reisen in die als Vorbild gelobten Ostblockstaaten (mehrere Sowjetrepubliken, Ungarn, Polen und die Tschechoslowakei) fest, welches Elend auch in den Ländern des real existierenden Sozialismus und Kommunismus herrschte.
Auf dem 10. Parteitag der PCI 1962 wird Pintor Mitglied des Zentralkomitees, verlässt aber wegen eines Streits mit Mario Alicata, dem Chefredakteur der Unità, das Zentralorgan und wird Mitarbeiter im Parteibüro. Auf dem 11. Parteitag der Kommunistischen Partei äußerte Pintor 1966 seine kritische, von der offiziellen Parteilinie stark abweichende Einschätzung der politischen und sozialen Lage in Italien und der Welt. Daraufhin wurde er aus allen zentralen Parteiorganen ausgeschlossen und auf eine unbedeutende Stelle im Regionalkomitee seiner Heimat Sardinien abgeschoben, wo er zwar treu seine Pflichten als Funktionär erfüllte, aber unabhängig und kritisch blieb. 1968 wurde er von Sardinien in die Abgeordnetenkammer gewählt, der er bis 1972 angehörte.
Im November 1969 wurde er mit der gesamten Gruppe „Manifesto“, zu der u. a. Massimo Caprara, Luciana Castellina, Lucio Magri, Aldo Natoli und Rossana Rossanda gehörten, endgültig aus der PCI ausgeschlossen. Zusammen mit den anderen Ausgeschlossenen, v. a. Rossanda und Natoli, gründete Pintor noch im selben Jahr eine Monatszeitschrift namens Il Manifesto, aus der 1971 die gleichnamige linke Tageszeitung hervorging, für welche Pintor langjährig als Mitherausgeber und Autor tätig war. Il Manifesto verstand sich von Anfang an als zwar links, aber unabhängig und auch der Kommunistischen Partei gegenüber kritisch und hatte viele Mitarbeiter aus dem Umkreis der Studentenbewegung.
Der frühe, mit langjährigen Leiden verbundene Tod seiner Frau traf Pintor schwer. Im Jahr 1987 wurde Pintor für eine Legislaturperiode Abgeordneter der Unabhängigen Linken in der italienischen Abgeordnetenkammer. In seinen letzten Lebensjahren wandte er sich literarischen Tätigkeiten zu und veröffentlichte mehrere Bücher. Luigi Pintor starb 2003 in Rom.

## Literarische Werke
In seinen letzten Lebensjahren veröffentlichte Pintor mehrere literarische Werke. Eine Übersicht:
- 1990 Parole al vento. Brevi cronache degli anni '80 („Worte im Wind. Kurze Chronik der 1980er Jahre“), Erzählungen
- 1991 Servabo, Autobiographie
- 1998 La Signora Kirchgessner („Frau Kirchgessner“), Roman
- 2001 Il Nespolo („Der Mispelbaum“), Roman
- 2001 Politcamente scoretto. Cronache di un quinquennio, 1996–2001 („Politisch inkorrekt, Chronik eines Jahrfünft, 1996–2001“)
- 2003 (postum) I luoghi del delitto („Die Orte des Verbrechens“), Sachbuch

### Servabo
Der Titel der 1991 erschienenen kurzen Autobiographie Pintors ist der Devise eines seiner Vorfahren entnommen: Servabo heißt auf Lateinisch „ich werde dienen“. In für eine politische Biographie ungewöhnlich poetischer Sprache reflektiert Pintor darin die wesentlichen Stationen seines Lebens. Indem er auf Namen und Daten fast vollständig verzichtet, gelingt es ihm, eindrucksvoll die Bilder, Erlebnisse und Gefühle darzustellen, die ihn zum Handeln anleiteten. Kritiker rühmten dem Büchlein sowohl seine meisterhafte epigrammatische Kürze und Präzision nach als auch die kritische Nüchternheit gegenüber Parteien und Ideologien. Statt sich selbst als Helden darzustellen, beschreibt Pintor sich als im Grunde passiven, von den Zeitläuften und gesellschaftlichen Strömungen geprägten Menschen, der in seinem Wesen wie in seinem Handeln v. a. vom Zweiten Weltkrieg beeinflusst wurde. Das sehr erfolgreiche Buch erreichte in Italien noch im Erscheinungsjahr eine Auflage von über 50.000 Exemplaren.